# ناحية الحيدرية
ناحية الحيدرية وتسمى أيضا باسم خان النص وهي مدينة عراقية وناحية تقع في محافظة النجف شمال مرقد الإمام علي (ع) وتتبع إداريا إلى قضاء النجف ومن شمال الناحية تقع محافظة كربلاء وتعتبر من النواحي المهمة التي تقع في محافظة النجف بحيث تقع بمنتصف المسافة بين مدينة النجف وكربلاء ، يقدر مساحة الناحية بحوالي 410 كم2 تقريبا.

## الموقع
الحيدرية ناحية عراقية تقع في منطقة الفرات الاوسط في محافظة النجف وتتبع إلى مركز المحافظة وهي ناحية كبيرة تمتد بين مدينة النجف ومدينة كربلاء على طريق استراتيجي ويقع فيها بيت الكبير القائد العام ناضم عبد العباس الرحيمي
ومن المناطق المجاورة للناحية هي:
1. - من الشمال: ناحية الجدول الغربي، كربلاء
2. من الشرق: ناحية الكفل، محافظة بابل
3. من الغرب: ناحية الشبكة، النجف
4. من الجنوب: مركز المدينة
5. الشمال الشرقي: ناحية ابي غرق
6. الشمال الغربي: ناحية الحر، محافظة كربلاء

## التأريخ
قام الحاج محمد صالح بن الحاج مصطفى كبّه في مطلع القرن الثالث عشر الهجري بالمشاركة في بناء خان النص وقد استغرق قرابة العشرة أعوام، وكانت مواد البناء تنقل على ظهور الدواب وقد قام هو بجميع تكاليف المشروع على نفقته الخاصة،
وذكر: ان الخانات ملاصقة بعضها لبعض، فخان بناه السيد بحر العلوم وخان بناه الشيخ الأنصاري

### أسباب تأسيس الخانات
وتعود الأسباب في إنشاء هذه الخانات الثلاثة إلى عدة عوامل: العامل الأول: كان الزوار كما هو الحال في يومنا هذا يتوافدون على زيارة الإمام الحسين عليه السلام مشياً على الأقدام في المناسبات الدينية التي يزار فيها الإمام الحسين وكان يتشرف محمد صالح كبه للزيارة ترافقه مجموعة كبيرة من العلماء والفضلاء، والكسبة والتجار الأخيار والمؤمنين فكان يلزمهم الاستراحة بين الطريق حيث أن المسافة بين النجف وكربلاء كانت آنذاك قرابة الثمانين كيلو متراً إذ لم تكن البلدتان متسعتين بالنحو الذي نلاحظه اليوم فكانت المسافة بينهما شاسعة مما جعل مصطفى كبه يفكر في احداث الخانات الثلاثة ليستريح فيها زوار الامام الحسين. العامل الثاني: في تلك الأيام كان النواصب واعداء الله ورسول الله واهل البيت، يتعرضون لزوار الامام الحسين بالقتل والسلب والنهب، فكانت هذه الخانات بمثابة الحصن الأمن لزوار الامام الحسين العامل الثالث: كان الطريق بين النجف وكربلاء صحراوياً خلفه البادية بطرف صحراء الأردن والسعودية، كان مليئاً بالضواري من قبيل الضباع، والذئاب الجائعة فكانت الخانات ماوى للزوار من الحيوانات المفترسة.

## السكان
يعيش أغلب سكانها من ذوي الدخل المحدود وبعضهم جاء من مناطق جنوب العراق أبرزها محافظة الناصرية وميسان والبصرة الذين هاجروا منذ العام 1982م حتى عام 2003، كما هاجر الآلاف من النازحين التركمان من الموصل وتلعفر سنة 2014 بعد دخول داعش إلى محافظة نينوى، ويقدر عدد سكان الناحية في عام 2019 أي مجموع القرى والمناطق التابع للناحية بحوالي 60 ألف نسمة تقريبا.

## مساجد الناحية
تنتشر في ناحية الحيدرية العديد من المساجد والحسينيات أضافة إلى المواكب التي يقدر عددها بحوالي 450 موكب ومسجد وحسينية حيث تنتشر هذه المواكب والحسينيات على الطريق الرابط بين مدينة كربلاء والنجف وهي أكبر ناحية من حيث المساجد في العراق ومن الجوامع جامع حجي نعمة.

## الطبيعة الديموغرافي
تعد ناحية الحيدرية من أكثر اقضية ونواحي جنوب العراق تنوعا ديموغرافيا بسبب الاحداث التي مر بها العراق.
ففي الثمانينيات من القرن الماضي وفد إليها النازحون من البصرة بسبب حرب الخليج الأولى والتسعينيات وفد لها الكثير من المزارعين من الناصرية بسبب الأراضي الخصبة والجيدة لزراعة الطماطم والبصل والخيار ولما كانت تعانية هذه المحافظة من ظروف معيشية صعبة بسبب الحصار الاقتصادي على العراق
وبعد 2003م والتغيير الذي حصل بنظام الحكم ولموقعها الإستراتيجي بين محافظتي النجف وكربلاء وفد لها أهالي كلا المحافظتين وكذلك أهالي ديالى بسبب التهجير القسري وآخر من وفد لها كانوا النازحون من الموصل.